# Alex Prior
Alex Prior (5 de outubro de 1992, Londres, Inglaterra) é um compositor e director de orquesta británico, de origem russa.
Começou a compor obras aos oito anos, e conta com mais de quarenta obras, incluindo ópera, ballet, concertos e músicas de coral.